# Хэй, Джон, 12-й граф Эррол
Джон Хэй, 12-й граф Эррол (англ. John Hay, 12th Earl of Erroll; умер 30 декабря 1704 года) — шотландский аристократ и лорд верховный констебль Шотландии. Среди его титулов был лорд Слэйнс, но ранее он был известен как Джон Хэй из Келлура.

## Биография
Сын сэра Эндрю Хэя из Киллура и его жены Маргарет Киннэйрд, дочери Джордж Киннэйрда, 1-го лорда Киннэйрда (? — 1689), и Маргарет Крайтон (? — 1704). Лорд Киннэйрд был роялистом, поддерживавшим притязания Карла II. У него была младшая сестра Джин.
В октябре 1674 года Джон Хэй 12-м графом Эрролом, 13-м лордом Хэем и 16-м лордом верховным констеблем Шотландии после того, как Гилберт Хэй, 11-й граф Эррол (1631—1674), скончался, не оставив потомства. До этого наследования он был известен как Джон Хэй из Келлура.
Женой Джона Хэя была леди Анна Драммонд (род в январе 1656), и их брачный контракт был датирован 1 октября 1674 года. Она была дочерью Джеймса Драммонда, 3-го графа Перта (1615—1675), и сестрой герцогов-якобитов Джеймса Драммонда и Джона Драммонда.
У супругов было пятеро детей: трое сыновей, Чарльз, Джеймс и Томас, и две дочери, Мэри и Маргарет. Маргарет вышла замуж за Джеймса Ливингстона, 5-го графа Линлитгоу (? — 1723).
Джон Хэй стал бургомистром Перта и Абердина с октября 1672 года и главным шерифом Абердина с начала мая 1685 года. Граф поддерживал Дом Стюартов, и поскольку его шурин Джеймс Драммонд был лордом-канцлером и главой правительства Шотландии во время революции 1688 года, граф Эррол и его жена обратили большое внимание на события. Тем не менее, граф был описан как действующий с «исключительной умеренностью и рассудительностью».
Он также был канцлером Королевского колледжа в Абердине с февраля 1700 года.
Документы короля Англии и Шотландии Вильгельма II Оранского указывают на обширные земли, принадлежавшие графу Эрролу в октябре 1700 года. Ратификация включает в себя участки земли в Терриффе, Банффе, Слэйнсе, Питмеддене, Краймонде, включая Криммонмогейт и нескольких других местах. Замок Слэйнс зарегистрирован как основная резиденция семьи.

## Смерть и наследие
Джон Хэй, 12-й граф Эррол, скончался 30 декабря 1704 года. Это поместье было официально унаследовано его старшим сыном Чарльзом 24 апреля 1705 года. Чарльз Хэй, 13-й граф Эррол (1677—1717), занял свое место в парламенте в конце июня 1705 года, но с 1708 года находился в заключении в Эдинбургском замке; он умер в возрасте 40 лет 16 октября 1717 года. Поскольку он не был женат и не имел потомства, титул перешел к его сестре Мэри, которая стала Мэри Хэй, 14-й графиней Эррол (умерла в 1756).